# Hakea
Hakea és un gènere d'angiosperma de la família de les proteàcies (Proteaceae) endèmic d'Austràlia. Inclou petits arbres i arbustos i s'usen com a plantes ornamentals.
Poden arribar a fer 6 metres d'alt i tenen les fulles distribuïdes en forma d'espiral que arriben a fer 20 cm de llargada. Les flors es presenten en capítols florals densos, d'entre 3 i 10 cm de llargada amb nombroses flors petites i de diversos colors.

## Horticultura
Les espècies d'Hakea són plantes ornamentals molt populars als jardins australians, encara que no són tan comunes com les Grevillea i les Banksia, amb les quals estan estretament emparentades.

## Taxonomia
El baró Christian Ludwig von Hake va donar nom a aquest gènere seguint una descripció feta per Heinrich Schrader de l'Hakea teretifolia el 1797.
El gènere 'Hakea inclou 153 espècies:
| - Hakea actites - Hakea aculeata - Hakea acuminata - Hakea adnata - Hakea aenigma - Hakea ambigua - Hakea amplexicaulis - Hakea anadenia - Hakea arborescens - Hakea archaeoides - Hakea auriculata - Hakea bakeriana - Hakea baxteri - Hakea bicornata - Hakea brachyptera - Hakea brownii - Hakea bucculenta - Hakea candolleana - Hakea carinata - Hakea ceratophylla - Hakea chordophylla - Hakea cinerea - Hakea circumalata - Hakea clavata - Hakea collina - Hakea commutata - Hakea conchifolia - Hakea constablei - Hakea corymbosa - Hakea costata - Hakea crassifolia - Hakea cristata - Hakea cucullata - Hakea cyclocarpa - Hakea cycloptera - Hakea cygna - Hakea dactyloides - Hakea denticulata - Hakea decurrens - Hakea divaricata - Hakea dohertyi - Hakea drupacea - Hakea elliptica - Hakea edneiana - Hakea eneabba - Hakea epiglottis - Hakea erecta - Hakea eriantha - Hakea erinacea | - Hakea eyreana - Hakea falcata - Hakea ferruginea - Hakea flabellifolia - Hakea florida - Hakea florulenta - Hakea francisiana - Hakea fraseri - Hakea gibbosa - Hakea gilbertii - Hakea grammatophylla - Hakea hastata - Hakea hookeriana - Hakea horrida - Hakea ilicifolia - Hakea incrassata - Hakea invaginata - Hakea ivoryi - Hakea kippistiana - Hakea laevipes - Hakea lasiantha - Hakea lasianthoides - Hakea laurina - Hakea lehmanniana - Hakea leucoptera - Hakea linearis - Hakea lissocarpha - Hakea lissosperma - Hakea longiflora - Hakea loranthifolia - Hakea lorea - Hakea maconochieana - Hakea macraeana - Hakea macrorhyncha - Hakea marginata - Hakea megadenia - Hakea megalosperma - Hakea meisneriana - Hakea microcarpa - Hakea minyma - Hakea mitchellii - Hakea muelleriana - Hakea multilineata - Hakea myrtoides - Hakea neurophylla - Hakea newbeyana - Hakea nitida - Hakea nodosa - Hakea obliqua - Hakea obtusa | - Hakea ochroptera - Hakea oleifolia - Hakea orthorrhyncha - Hakea pachyphylla - Hakea pandanicarpa - Hakea pedunculata - Hakea pendens - Hakea persiehana - Hakea petiolaris - Hakea platysperma - Hakea plurinervia - Hakea polyanthema - Hakea preissii - Hakea pritzelii - Hakea propinqua - Hakea prostrata - Hakea psilorrhyncha - Hakea pulvinifera - Hakea purpurea - Hakea pycnoneura - Hakea recurva - Hakea repullulans - Hakea rhombales - Hakea rígida - Hakea rostrata - Hakea rugosa - Hakea ruscifolia - Hakea salicifolia - Hakea scoparia - Hakea sericea - Hakea smilacifolia - Hakea spathulata - Hakea standleyensis - Hakea stenocarpa - Hakea stenophylla - Hakea strumosa - Hakea subsulcata - Hakea sulcata - Hakea teretifolia - Hakea tephrosperma - Hakea trifurcata - Hakea trineura - Hakea tuberculata - Hakea undulata - Hakea ulicina - Hakea varia - Hakea verrucosa - Hakea victoria - Hakea vittata |

## Galeria
Hakea

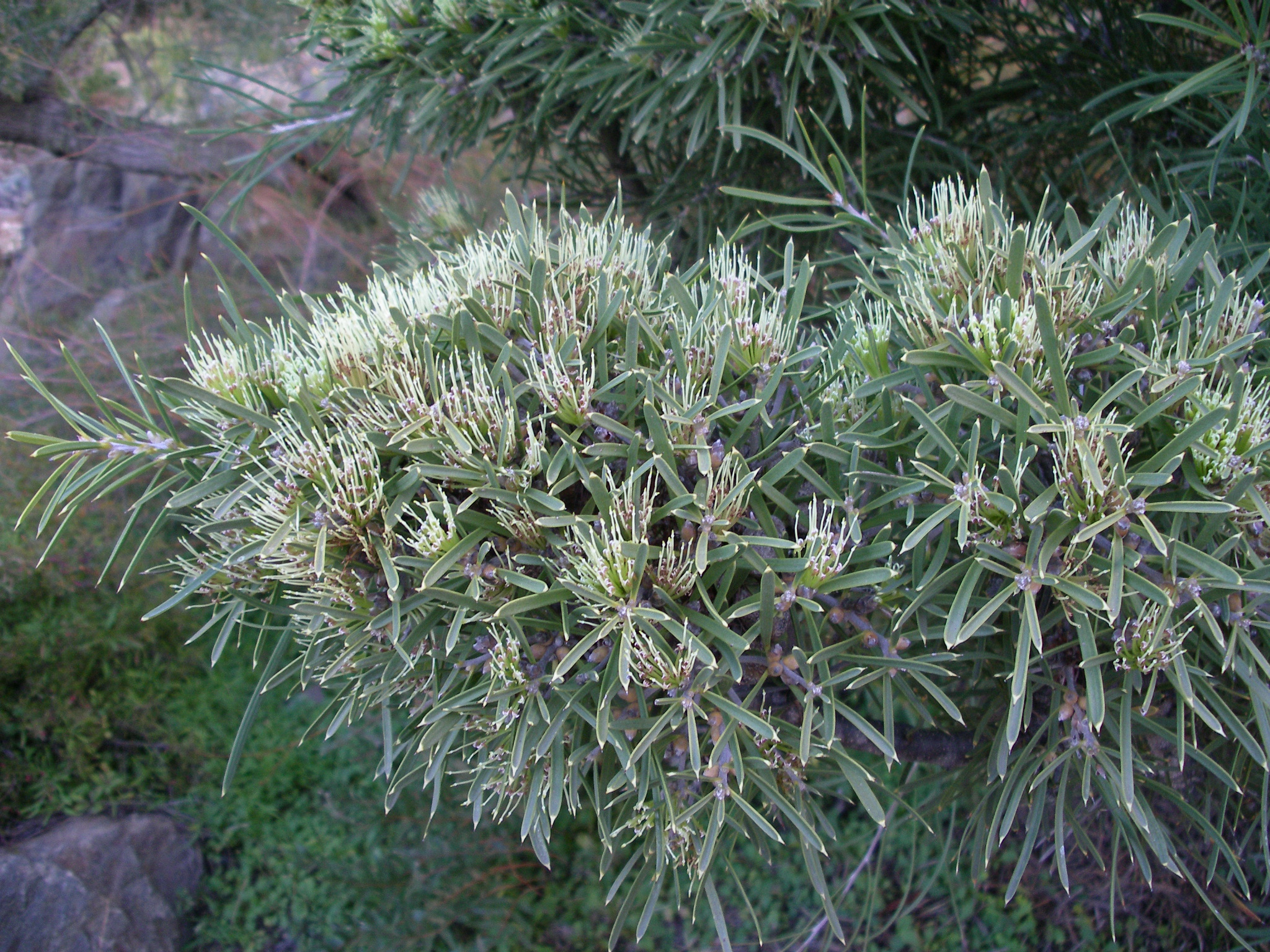
Hakea corymbosa
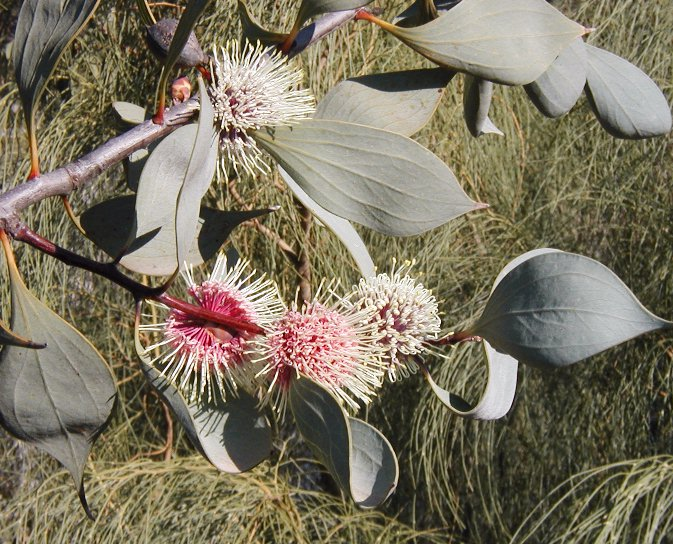
Hakea petiolaris
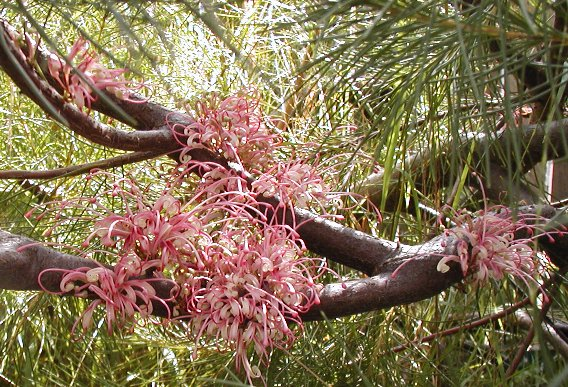
Hakea bakeriana
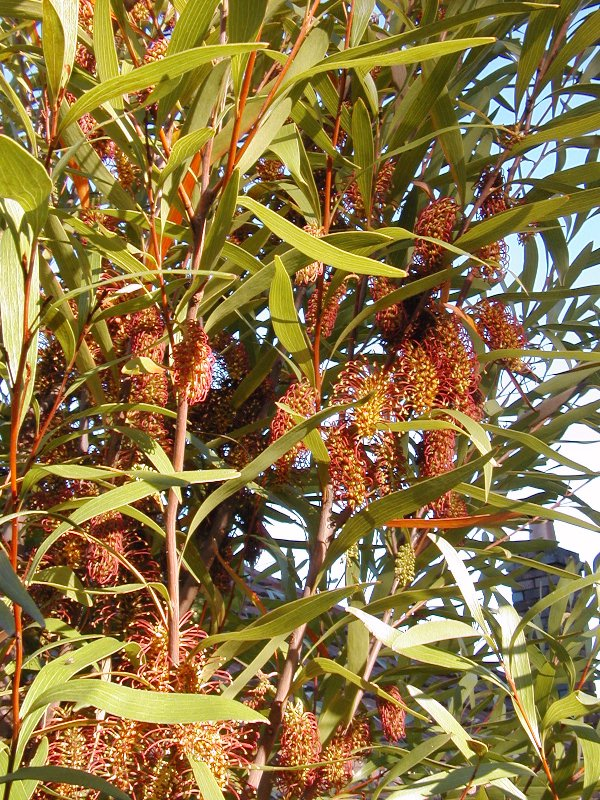
Hakea archaeoides
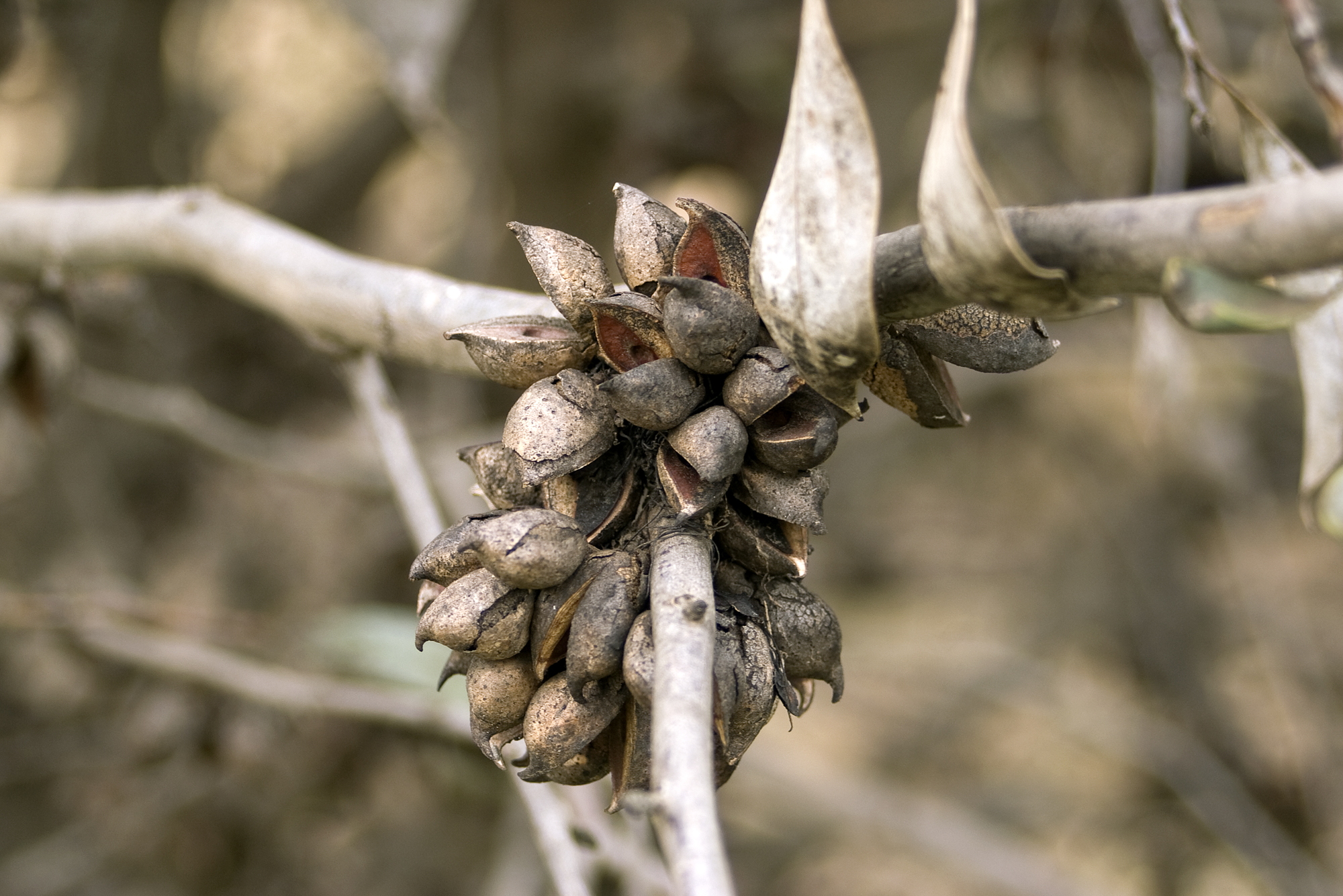
Llavors d'Hakea